# Bythiospeum suevicum
Bythiospeum suevicum is een slakkensoort uit de familie van de Hydrobiidae. De wetenschappelijke naam van de soort is voor het eerst geldig gepubliceerd in 1905 door Geyer.